# Giuseppe Petito
Giuseppe Petito (Civitavecchia, 25 februari 1960) is een Italiaans voormalig wielrenner en ploegleider.

## Carrière
Petito won verschillende kleinere wedstrijden in Italië en nam deel aan 18 grote rondes waarvan hij er twaalf uitreed. Daarnaast nam hij aan verschillende monumenten deel met een 8e plaats behaalde hij in 1986 zijn beste resultaat in Milaan-San Remo.

## Overwinningen
1979
- Coppa Giulio Burci
- Trofeo G. Bianchin
- Italiaans kampioen op de weg, Beloften

1981
- Trofeo Città di Castelfidardo

1982
- 1e etappe Ronde van Zweden

1983
- 3e etappe Ronde van Spanje

1984
- GP Cecina
- Trofeo Laigueglia

1987
- Ronde van Campanië

1991
- 2e etappe Internationale Wielerweek

1993
- 4e etappe Ronde van Puglia

## Resultaten in de voornaamste wedstrijden
| Jaar | Ronde van Italië | Ronde van Frankrijk | Ronde van Spanje |
| ---- | ---------------- | ------------------- | ---------------- |
| 1982 | opgave           |                     |                  |
| 1983 | 77e              |                     | opgave (1)       |
| 1984 | opgave           |                     | opgave           |
| 1985 | 71e              |                     |                  |
| 1986 | 84e              | opgave              |                  |
| 1987 | 77e              |                     |                  |
| 1988 | 106e             |                     |                  |
| 1989 | 109e             |                     |                  |
| 1990 |                  |                     |                  |
| 1991 | 69e              |                     |                  |
| 1992 | 68e              |                     |                  |
| 1993 | 93e              |                     | 91e              |
| 1994 | 92e              | opgave              | 71e              |
| 1995 |                  |                     |                  |

| Jaar | Milaan-San Remo | Ronde van Vlaanderen | Luik-Bast.‑Luik | Ronde van Lombardije |
| ---- | --------------- | -------------------- | --------------- | -------------------- |
| 1982 |                 |                      |                 | 14e                  |
| 1983 | 39e             |                      |                 | 33e                  |
| 1984 |                 | 18e                  |                 | 21e                  |
| 1985 | 31e             |                      |                 | 20e                  |
| 1986 | 8e              |                      |                 |                      |
| 1987 | 73e             |                      | 15e             |                      |
| 1988 | 10e             |                      |                 |                      |
| 1989 | 40e             | 19e                  | 85e             |                      |
| 1990 | 62e             |                      |                 |                      |
| 1991 | 37e             |                      |                 | 50e                  |
| 1992 | 30e             | 35e                  | 25e             |                      |
| 1993 | 50e             |                      |                 |                      |
| 1994 | 38e             |                      | 26e             |                      |
| 1995 |                 |                      |                 | 46e                  |